# Vapengömmoaffären
Vapengömmoaffären var en händelse i fortsättningskrigets slutskede, när två höga officerare i det finska högkvarteret, överste Valo Nihtilä och överstelöjtnant Usko Sakari Haahti, började planera och förbereda motstånd mot Sovjetunionen ifall landet skulle ockupera Finland. De kom på idén att lagra lätta infanterivapen i små gömmor runt om i landet, så att man omedelbart kunde inleda ett gerillakrig om landet blev ockuperat. Under demobiliseringsfasen skapades organisationen för detta och krigsmateriel delades ut för att gömmas undan. Sammanlagt deltog 5 000–10 000 personer i gömmandet av vapnen. Det var tänkt att man skulle gömma material för 8 000 man, men deltagarna utförde sitt arbete så ivrigt att vapnen räckte till 35 000 soldater.
Affären började avslöjas på våren 1945, när en man som stulit mat från en gömma och sålde den på svarta marknaden berättade om gömman för den allierade kontrollkommissionen av rädsla för sina kamrater. Inledningsvis ville kontrollkommissionen undersöka affären själv, men när order som var undertecknade av Nihtilä och Haahti dök upp, överlämnades undersökningen av fallet till säkerhetspolisen Stapo, som vid denna tidpunkt infiltrerats av kommunisterna.
Stapo förhörde över 5 000 personer men misslyckades med att lösa fallet och hitta alla vapen. Vid vissa platser hittade man mängder med vapen, vid andra inga alls. Så fort man trodde sig ha hittat alla vapen i ett område dök en ny gömma upp. De flesta vapnen returnerades i tysthet till arméns depåer, vissa förstördes, men ännu i dag dyker gamla vapengömmor upp. Stapo misslyckades även att avslöja hur många som deltog i gömmandet, eftersom deltagarna höll tyst och vägrade lämna ut information.
Slutligen åtalades 1 488 personer, och de flesta fick mellan en och fyra månaders fängelsestraff. Det röda Stapos oduglighet kom att bli den första spiken i kistan. När det senare uppdagades att man olagligen deporterat personer till Sovjetunionen upplöstes organisationen år 1949. Årtionden senare, år 1980, påstod Arvo Tuominen, en tidigare finsk kommunist, att det var vapengömmoaffären som transformerade kommunistpartiet från en revolutionär till en parlamentär organisation, eftersom man räddes ett väpnat motstånd vid ett revolutionärt övertagande av makten. Andra historiker, såsom Kimmo Rentola, har sagt att Tuominens påståenden skall tas med mycket skepsis.